# 셸던 소수
셸던 소수는 소수 중 하나이다. 조건은 뒤집었을 때(여기서'뒤집는다'의 의미는 어떤 자연수의 자리를 반대로 해 놓는다의 의미이다. 예를 들어서 12345를 뒤집으면 54321이다.) 소수이고, 원래 수의 소수 번호(n번째 소수의 n)를 뒤집었을때, 뒤집은 수의 소수 번호가 나와야 한다.

## 조건에 부합하는 수
이 조건에 부합하는 수는 73이다.